# Turistická značená trasa 7372
 Turistická značená trasa 7372 je 4 km dlouhá okružní žlutě značená trasa Klubu českých turistů v okrese Ústí nad Orlicí tvořící lázeňský okruh v Brandýse nad Orlicí a jeho bezprostřední okolí. Trasa vede územím přírodního parku Orlice.

## Průběh trasy
Trasa 7372 má svůj počátek i konec na náměstí v Brandýse nad Orlicí na rozcestí z červeně značenou trasou 0455 vedoucí údolím Tiché Orlice z Ústí nad Orlicí do Chocně a dále výchozími trasami modře značenými 1910 do Ústí nad Orlicí přes Pernou a 1911 tamtéž přes Sudislav nad Orlicí a zeleně značenými trasami 4238 do Potštejna a 4444 do Chocně. Trasa 7372 stoupá kolem hřbitova na severovýchodní okraj města a dále po pěšině na Křetínskou vyhlídku v nadmořské výšce 384 m a poté prudce klesá do Salabova údolí ke starým lázním. Podél Loukotnického potoka se vrací zpět do města k rehabilitačnímu ústavu, podchází železniční trať Kolín - Česká Třebová a přechází Tichou Orlici. Za ní se stáčí k jihovýchodu a po pěšině podél řeky vede na rozcestí u pomníku Jana Amose Komenského. Odtud se v souběhu s více turistickými trasami vrací zpět přes řeku a pod železniční tratí do výchozího bodu na náměstí.

## Historie
V minulosti bývalo v Brandýse nad Orlicí více okruhů značených místním turistickým značením. Trasa 7372 částečně nahradila jeden z nich a to ten, který byl vyznačen modrou místní značkou. Úvodní část je shodná, z údolí Loukotnického potoka ale trasa původně stoupala do protisvahu a dále vedla po okraji lesa k vyhlídkovému bodu, křížila silnici od Mostku. Poté klesla do ulice V Lípách a Žerotínovou se vracela do výchozího bodu.

## Turistické zajímavosti na trase
- Pamětní síň Jana Amose Komenského na radnici
- Kostel Nanebevstoupení Páně
- Křetínská vyhlídka
- Pramen u bývalých lázní
- Mariánská kaplička s pramenem
- Zámek Brandýs nad Orlicí